# Знаменский, Михаил Павлович
Михаи́л Па́влович Зна́менский (14 (26) ноября 1867 — 5 мая 1934) — член IV Государственной думы от Тульской губернии, священник.

## Биография
Сын священника.
Окончил Белевское духовное училище и Тульскую духовную семинарию. В 1890—1908 годах был священником в селе Дупны Чернского уезда. В 1908 году был перемещен священником к Николаевской соборной церкви города Епифани. Одновременно состоял законоучителем местной женской гимназии. Владел домом в Епифани.
В 1912 году был избран членом Государственной думы от 2-го съезда городских избирателей Тульской губернии. Входил во фракцию правых, с августа 1915 года — в группу беспартийных. Состоял членом комиссий: по делам православной церкви, бюджетной, а также об изменении общего устава о пенсиях и единовременных пособиях. С 1913 года был членом Русского собрания. Во время Февральской революции находился в Петрограде.
После Октябрьской революции служил священником в Туле. Умер в 1934 году.
Был женат, имел 8 детей. Внук — историк Олег Николаевич Знаменский (1927—1993).